# ماهامودرا

رمز مَهامُدرة

مَهامُدرة أو (نقحرة: ماهامودرا) (Mahāmudrā؛ أو تشاغتشن Chagchen) هي كلمة سنسكريتية تعني الختم الأعظم أو الرمز الأعظم؛ وهو مصطلح له أهمية في البوذية والبوذية التبتية، كما له استخدام في الهندوسية وفي البوذية الباطنية في شرقي آسيا.
يعني مصطلح مَهامُدرة إلى مجموعة التعاليم التي تمثل ذروة جميع ممارسات السارما Sarma في البوذية التبتية، والتي من يؤمن بها سيؤدي الرسالة المثالية لجميع النصوص المقدسة. يشير لفظ مودرا في الاسم إلى حالة عيش الواقع في الممارس للتعاليم بحيث أن كل ظاهرة تكون مفعمة بالحياة؛ في حين أن لفظ ماها في الاسم يشير إلى أن الممارسة في جوهرها لا يمكن وضع قواعد لها أو تخيلها أو إظهارها.

## اقرأ أيضاً
- دزوغشن
- بوذية تبتية